# Miguel el Sirio
Miguel el Sirio (en siríaco, ܡܝܟܐܝܠ ܣܘܪܝܝܐ, f. 1199), también conocido como Miguel el Grande, fue patriarca de la Iglesia Ortodoxa Siria desde 1166 hasta 1199. Es más conocido hoy como el autor de la gran Crónica medieval, que escribió en siríaco. Varios otros materiales escritos por su mano han sobrevivido hasta hoy.
| Predecesor: Atanasio VII | Patriarca Sirio-ortodoxo de Antioquía 1166 – 1199 | Sucesor: Atanasio VIII |